# 435 TCN
Năm 435 TCN là một năm trong lịch Julius. 